# Volcano (игра, 1985)
Volcano, также известная как Volcano — The Action Game, — компьютерная игра 1985 года в жанре action-adventure, разработанная V.K. Hiam и изданная Computer Magic для ZX Spectrum 48K.

## Геймплей
Цель игры — спастись из города, которому угрожает извергающийся вулкан. Игрок управляет схематично нарисованным персонажем, изображённым в виде пары анимированных ног, который перемещается по обширному лабиринту, состоящему из наземных и подземных уровней.
Игровой мир разделен на две основные части. Надземная часть показана с высоты птичьего полета и представляет собой лабиринт улиц, разбитый на 40 экранов. Город, в котором происходит действие игры, разделен на различные районы, включая средневековую часть, торговый район и магазины. Игрок должен перемещаться по городу, избегая путей, ведущих в болота, лавы и других опасностей К игре прилагается схематическая карта мира, но для более удобной навигации игроку необходимо рисовать собственные карты. Подземная часть состоит из более чем 290 экранов, использующих каркасную трёхмерную графику. Игрок может попасть в подземные пещеры с помощью определенных предметов, найденных на поверхности. Чтобы ориентироваться под землёй, можно использовать три спички, которые временно показывают карту подземного уровня с отмеченными точками входа и выхода, но без указания текущего положения игрока.
Игрок начинает с пятью жизнями. Счетчик еды быстро уменьшается, и необходимо собирать редко встречающиеся пищевые ресурсы, чтобы выжить. Окончание еды или попадание в болото приводит к потере жизни. Помимо еды, игрок должен собирать и другие полезные предметы, такие как динамит и веревки, которые появляются случайным образом на экранах игры. Вулкан продолжает извергаться во время игры, постепенно заваливая улицы города обломками и заливая их лавой. Динамит используется для удаления валунов, которые случайным образом блокируют улицы. Игра имеет один уровень сложности и включает в себя случайные элементы, за исключением первых трех экранов. Управление движением в двух частях игры различается: в наземной части можно двигаться в четырех направлениях, в подземной — поворачивать вид влево и вправо и двигаться вперед.
Счет игры зависит от времени. Игра заканчивается, когда игрок либо находит лодку и спасается от извержения, либо когда у него заканчиваются ресурсы, так как все пути оказываются заблокированными.

## Восприятие
| Иноязычные издания      | Иноязычные издания |
| Издание                 | Оценка             |
| ----------------------- | ------------------ |
| Crash                   | 45%                |
| CVG                     | 18/40              |
| Personal Computer Games | 4/10               |
| Home Computing Weekly   | [ 2 ]              |

Игра получила от современных ей изданий оценки от средних до негативных. Рецензенты в основном критиковали графику, геймплей и общую привлекательность игры.
Визуальные элементы были оценены неоднозначно. Computer and Video Games назвал графику «грубой», а Crash отметил, что она простая, но выполняет свою задачу. Home Computing Weekly оценил 3D-графику в подземных уровнях как «довольно хорошую», хотя рецензенты Personal Computer Games нашли ее в целом посредственной. Использование цвета было признано Crash «средним».
Геймплей вызвал разногласия среди рецензентов. Crash описал Volcano как смесь приключения и стратегии, которая была вполне играбельна, но страдала от повторов, особенно под землёй. Ряд рецензентов выражал разочарование игрой, ссылаясь на такие проблемы, как невозможность выбраться из подземных лабиринтов, быстрое появление лавовых полей, препятствующих достижению цели, и ограниченное время просмотра подземной карты. Рецензенты Personal Computer Games сочли игру медленной, любительской и недостаточно играбельной.
Масштабы и дизайн игры также подверглись критике. Crash отметил, что Volcano пыталась привлечь игроков большим количеством экранов, но, как указал рецензент, «размер программы не делает ее победителем». По его мнению, всё, что игра могла предложить, уже встречалось ранее, пусть и в меньшем масштабе. Personal Computer Games отметил, что большинство из заявленных 290 3D-экранов были однообразными. Home Computing Weekly выразил разочарование концепцией игры и посчитал, что заявления разработчиков не вполне соответствуют действительности.
Рецензенты в целом сошлись во мнении, что игра не способна увлечь игрока надолго. Crash заявил, что она «не из тех, в которые внезапно может захотеться поиграть», а рецензенты Personal Computer Games писали, что немногие игроки смогут играть в игру более десяти минут, не испытывая раздражения. Crash также отмечал, что для ориентации в лабиринтах игрок должен обладать фотографической памятью.